# 清老頭
清幺九（簡稱清幺，日本稱「清老頭」）是麻将的一种和牌形式，當全部手牌為幺九牌即可成立。其為混老頭的高级形式，混老頭可以使用13種牌，但清老頭只能用6種。亦與字牌構成的字一色类似，但是字一色可以用7種牌，而清老頭只能用6種。同樣的，只能用6種牌做成的绿一色則可以使用234索組成順子；故清老頭難度比以上番種更高。因为只能以幺九牌（数字1或者9）構成，所以不可能有顺子，必然是对对胡或七對子的形式。理论上可以和四暗刻複合，但实際上機率極低。
番數方面，香港麻雀中為爆棚（10番/13番），廣東麻雀中為20或40番，國標麻將中爲64番，港式台灣麻將為120番，在日本麻雀中爲役満。不計對對糊。

## 圖例

### 對對胡類
+

### 七對子類
+
日本以外的地區均接受以暗槓（四張相同牌）糊七對子，故可與清老頭複合，但日本麻雀不視暗槓為對子，需特別注意。